# Bauer sucht Frau
Bauer sucht Frau ist der Titel zweier 2005 gestarteter Doku-Soaps; einmal des deutschen Fernsehsenders RTL und außerdem des österreichischen Fernsehsenders ATV, in der Landwirte (später auch Landwirtinnen) Lebensgefährten suchen.
Beide Sendungen basieren auf dem britischen Format Farmer Wants a Wife, das im Jahr 2001 erstmals auf ITV1 ausgestrahlt wurde, aber unterscheiden sich in Details. Im Schweizer Fernsehen wurde bereits 1983 ein ähnliches Format namens Bauer sucht Bäuerin ausgestrahlt. Seit 2019 strahlt RTL zusätzlich eine internationale Version namens Bauer sucht Frau International aus, bei der sich hiesige Frauen für deutschsprachige Landwirte aus dem Ausland bewerben können.

## Deutschland (RTL)
Im Frühjahr 2005 kündigte RTL ein neues Lovetainment-Format an, welches Bauer sucht Bäuerin heißen sollte. Das Format, welches letztlich Bauer sucht Frau genannt wurde, startete im Oktober 2005, etwas nach dem österreichischen Fernsehsender ATV. Moderiert wird die Sendung seit Staffel 1 von Inka Bause.
Von Februar 2015 bis Mai 2016 wurden Wiederholungen auf RTL Living ausgestrahlt.
Von Juni bis November 2016 wurden Wiederholungen auf RTLplus ausgestrahlt.

### Konzept
Die Produktion wählt aus interessierten Junggesellen eine Mischung aus jungen und älteren Teilnehmern aus verschiedenen Regionen und mit unterschiedlichen Tieren und Höfen aus. Sie werden jeweils in einer Pilotsendung mehrere Monate vor Beginn der Staffel vorgestellt. Die Frauen können ihnen persönliche Briefe schreiben. Aus den eingegangenen Bewerbungen wählen die Bauern meistens zwei Frauen aus, die zum näheren Kennenlernen auf ein Scheunenfest eingeladen werden. Hier können sich die Landwirte für eine oder mehr der Bewerberinnen entscheiden, die sie auf ihren Hof einladen. Dort müssen sich die angehenden Bäuerinnen auf dem Feld und im Stall beweisen und versuchen, das Herz des jeweiligen Bauern zu erobern. Nach einer Woche gehen die Paare wieder getrennte Wege. Ob sich am Ende eine feste Beziehung gebildet hat, zusammengezogen wird oder es sogar eine Hochzeit gibt, wird in der Finalshow gezeigt.
Da die Bauern – im Sprechertext meist plakativ als Alliteration etwa als „raubeiniger Rinderwirt“ oder „schüchterner Schweinebauer“ bezeichnet – selbständige Landwirte mit eigenem Hof sein müssen, stammen sie weit überwiegend aus Westdeutschland, da die Landwirtschaft in den ostdeutschen Bundesländern meist von landwirtschaftlichen GmbHs oder Agrargenossenschaften betrieben wird.
Mit dem Start von Staffel 4, deren Ausstrahlung im Oktober 2008 begann, wurde mit einer Unkenntlichmachung (sog. „Verpixelung“) der Kennzeichen gezeigter Kraftfahrzeuge, Bahnhofsschilder, Zielangaben an Bahnen und Bussen, und der Ohrmarken des Viehs begonnen, damit kein Rückschluss auf die Person des Bauern möglich ist.
In Staffel 5 von 2009 suchte erstmals eine Bäuerin, im Rahmen von Staffel 7 von 2011 erstmals ein homosexueller Bauer einen Mann. Eine weitere Neuerung gab es in Staffel 9 ab dem 21. Oktober 2013. Dort suchte Bäuerin Lena eine Frau fürs Leben. In Staffel 13 von 2017 war erstmals ein Bauer von außerhalb der D-A-CH-Staaten oder Luxemburgs mit von der Partie. Der deutschstämmige Gerald aus Namibia hatte zudem über alle Staffeln hinweg die meisten Zuschriften erhalten und durfte aufgrund seiner Ausnahmesituation auf dem Scheunenfest unter fünf Frauen wählen. Das Staffelfinale 2017 wurde auf Schloss Diedersdorf südlich von Berlin gedreht. Nachdem 2018 in Staffel 14 erneut ein Bauer aus Namibia vertreten war, produziert RTL seit 2019 ein Spin-off namens Bauer sucht Frau International, welches jeweils vor der regulären Bauer sucht Frau-Staffel ausgestrahlt wird. Beteiligt waren 2019 sechs deutschsprachige Landwirte aus sechs Ländern auf drei Kontinenten, die jeweils drei Aspirantinnen zu sich einladen konnten.
Einige der beteiligten Landwirte, beispielsweise Schäfer Heinrich, werden von RTL weiter bei öffentlichen Auftritten begleitet und auch in anderen Doku-Soaps vermarktet. Die Stars des Formats haben Exklusivverträge mit RTL und äußern sich nur selten in anderen Medien.

### Hintergrund
Die ersten beiden Staffeln wurden am Sonntagvorabend um etwa 19:00 Uhr ausgestrahlt.
Die Premierenfolge am 2. Oktober 2005 wurde von insgesamt 3,18 Millionen Zuschauern bei einem Marktanteil von 11,8 Prozent verfolgt. In der werberelevanten Zielgruppe waren es 1,61 Millionen Zuschauer bei 16,3 Prozent Marktanteil. Die meistgesehene Folge wurde am 13. November 2005 gezeigt: insgesamt 5,88 Millionen Zuschauern, der Marktanteil in der Zielgruppe lag bei 24,2 Prozent. Die letzte Folge der ersten Staffel am 20. November 2007 wurde von insgesamt 5,53 Millionen Zuschauern gesehen, der Marktanteil bei den 14-bis 49-Jährigen lag bei 21,0 Prozent. Am 16. April 2006 wurde Bauer sucht Frau – Das große Wiedersehen ausgestrahlt.
Bereits im Juli 2006 wurde eine Folge ausgestrahlt, in welcher die teilnehmenden Bauern vorgestellt wurden, bevor die zweite Staffel am 1. Oktober des gleichen Jahres begann. Die zweite Staffel konnte, bis auf den Staffelauftakt, durchgehende Marktanteile von über 23,0 Prozent vorweisen. Die erste Folge wurde von 4,66 Millionen Zuschauern gesehen (17,3 Prozent Marktanteil), die letzte vom 3. Dezember 2006 von 5,72 Millionen Zuschauern (Marktanteil: 19,0 Prozent).
Von der dritten Staffel ab dem 22. Oktober 2007 wurde Bauer sucht Frau montags 21:15 Uhr gesendet. Die zweite Folge dieser Staffel konnte einen neuen Zuschauerrekord aufstellen: insgesamt 6,88 Millionen Zuschauer (21,6 Prozent Marktanteil), in der Gruppe der werberelevanten Zuschauer waren es  2,93 Millionen bei 22,7 Prozent Marktanteil.
Seit Staffel 13 wird Bauer sucht Frau montags 20:15 Uhr zweistündig ausgestrahlt während Wer wird Millionär?, wenn Bauer sucht Frau läuft seitdem pausiert.

### Erfolg
Kurz nach Beginn der Ausstrahlung von Bauer sucht Frau konnten bereits hohe Einschaltquoten gemessen werden. Am 13. November 2005 sahen 5,88 Millionen Zuschauer bei einem Marktanteil von 24,2 Prozent die Sendung. Am 20. November 2005 verfolgten insgesamt 5,53 Millionen Zuschauer die Sendung, der Marktanteil in der werberelevanten Zielgruppe betrug 21,0 Prozent.
Bauer sucht Frau erreichte in der dritten Staffel durchschnittlich 7,52 Millionen Zuschauer pro Folge (Marktanteil 23,9 Prozent). Nachdem die Folge vom 12. November 2007 bereits 7,84 Millionen Zuschauer verfolgten, konnte die Sendung am 19. November 2007 erstmals 8 Millionen Zuschauer erreichen (Marktanteil 27,5 Prozent), womit die Sendung um 21.15 Uhr mehr Zuschauer erreichte als das vorher laufende Wer wird Millionär?. Eine Woche später sahen 8,07 Millionen Zuschauer insgesamt, in der Gruppe der 14- bis 49-Jährigen 3,41 Millionen (25,5 Prozent Marktanteil), die Folge. Die 75-minütige Finalshow der dritten Staffel, die am 17. Dezember 2007 ab 21:15 Uhr gesendet wurde, markierte mit 8,45 Millionen Zuschauern (26,9 Prozent Marktanteil) einen neuen Bestwert.
Am 17. November 2008 wurde im Rahmen der vierten Staffel mit 8,59 Millionen Zuschauern (27,4 Prozent Marktanteil) ein neuer Quotenrekord erreicht. Die am 26. Oktober 2009 begonnene fünfte Staffel sahen im Durchschnitt 7,99 Millionen Zuschauer pro Folge. Die Finalsendung am 21. Dezember 2009 erreichte mit 8,56 Millionen Zuschauern (Marktanteil 25,3 Prozent) den Staffel-Bestwert. Die sechste Staffel verfolgten im Durchschnitt 8 Millionen Zuschauer pro Folge (24,3 Prozent Marktanteil). Die siebte Staffel erreichte durchschnittlich 7,71 Millionen Zuschauer pro Folge (Marktanteil 23,9 Prozent).
Der erste Landwirt, der vermittelt durch seine Teilnahme an der Sendung eine Ehefrau fand, war der niedersächsische Rinderzüchter Maik (1970–2021), der Galloway-Rinder züchtete und in der Sendung 2007 als „humorvoller Pfundskerl“ vorgestellt wurde. Er heiratete noch im selben Jahr. Zwar lernte sich das Paar nicht in der Show kennen und Maik verließ die Sendung ohne Beziehung, doch seine spätere Ehefrau sah ihn im Fernsehen und kontaktierte ihn daraufhin. Zu einem „Kultpaar“, über das von RTL selbst und in anderen Boulevardmedien fortlaufend berichtet wird, entwickelten sich Josef, den RTL als „frommen Milchbauern aus dem Chiemgau“ vorstellte, und die „fröhliche Thailänderin“ Narumol, die an der fünften Staffel teilnahmen und 2010 heirateten. Ihr 60-Seelen-Dorf in Oberbayern wurde über Jahre hinweg zu einem Touristenmagneten und zur Geburt ihrer Tochter im Jahr 2011 produzierte RTL eine Sondersendung. Auch über die Aufnahme von zehn Flüchtlingen in Ferienwohnungen auf ihrem Bauernhof wurde 2016 berichtet. Josef kannte das Format vor seiner Teilnahme nicht und hatte keinen Fernseher, die Bewerbung wurde von Freunden lanciert.

### Kritik
Nach der Meinung des damaligen Präsidenten des Deutschen Bauernverbands Gerd Sonnleitner gibt die Sendung „ein dümmliches und falsches Klischee“ über die Bauern wieder, das nichts mit der Realität zu tun habe. Die Bauern würden als „einsame Trottel präsentiert, die nicht wissen, wie sie sich benehmen sollen“.
Romuald Schaber, Vorsitzender des Bundesverbands Deutscher Milchviehhalter, kritisiert, dass in dem Sendeformat „halbseidene Spaßvögel“ präsentiert werden, durch deren Zurschaustellung sich falsche Klischees in den Köpfen der Zuschauer festsetzen würden.

### Unregelmäßigkeiten
- In der vierten Staffel stimulierte ein Teilnehmer vor der Kamera seine Hühner sexuell mit dem Finger. Die Tierrechtsorganisation PETA erstattete Anzeige.[32][33]
- Ende Dezember 2009 wurde nach Ausstrahlung der fünften Staffel bekannt, dass ein angeblicher Holzbauer eigentlich Forstfachmann sei, in einer Dreizimmerwohnung lebe und den Hof, auf dem gedreht wurde, von einem Freund angemietet habe.
- Auch in Bezug auf die Teilnahme eines Getreidebauern in der fünften Staffel trat eine Unregelmäßigkeit auf: Er habe sich lediglich aufgrund einer Wette bei Bauer sucht Frau beworben und sei zu diesem Zeitpunkt noch in festen Händen gewesen.[34]
- Im Juni 2012 wurde bekannt, dass ein Bauer aus der Oberlausitz, der als „zärtlicher Ziegenwirt“ vorgestellt worden war, ab 2005 fünf Jahre lang Mitglied der NPD gewesen war und sich bis Anfang 2012 auch bei der ausländerfeindlichen Kleinpartei DSU in Plauen engagiert hatte. Auf Veranlassung von RTL musste er die Show verlassen.[35]
- In der internationalen Ausgabe 2024 empfing ein Kakao-Bauer aus Guatemala seine beide Interessentinnen, nachdem er seine Ehefrau in den Urlaub geschickt hatte.[36]

### DVD
Alle Folgen der 6. Staffel sind am 25. Februar 2011 bei der Universum Film GmbH auf DVD erschienen.

## Österreich (ATV)
ATV strahlte „Bauer sucht Frau“ ebenfalls im Jahr 2005, aber bereits vor dem deutschen Sender RTL aus.
Moderiert wird die Sendung seit 2014 von Arabella Kiesbauer. Vorgängerin war Katrin Lampe, die Anfang Jänner 2014 bekanntgab, dass sie nach der zehnten Staffel ihre Moderationstätigkeit für Bauer sucht Frau beendet.
Der Titelsong der 15. Staffel ist die im Februar 2018 veröffentlichte Single Ich will ’nen Bauern als Mann von Melissa Naschenweng, eine Coverversion von Ich will ’nen Cowboy als Mann.

### Konzept
Zehn bis fünfzehn liebeswillige Bauern aus ganz Österreich werden vorgestellt, bevor sich potentielle Landwirtinnen oder Landwirte bewerben können, um bei der Sendung mitzumachen. Danach können die Bauern oder Bäuerinnen sich für anfangs drei, später auch mehr, Kandidatinnen oder Kandidaten entscheiden, welche für maximal eine Woche zu ihnen auf den Hof kommen sollen. Eine muss den Hof des Bauern bereits nach 24 Stunden wieder verlassen. Die anderen Kandidatinnen versuchen eine Woche lang, das Herz des Landwirtes zu erobern, wobei regelmäßig Kandidaten den Hof vorzeitig verlassen müssen. Am Ende muss der Bauer sich für eine der beiden übrigen Kandidaten entscheiden. Seit 2006 nehmen auch Bäuerinnen an der Sendung teil.

### Erfolg
Der Auftakt zur Sendung von ATV im Jahre 2005 war äußerst erfolgreich. „Bauer sucht Frau“ ist die erfolgreichste Fernsehsendung von ATV; mittlerweile wird die 21. Staffel gesendet.

## Internationale Versionen
Das Format von Farmer Wants a Wife aus Großbritannien wurde daneben auch in anderen Ländern aufgegriffen. In Australien begann am 24. Oktober 2007 die erste Staffel auf Nine Network. In den USA strahlte The CW die erste Staffel seiner Version vom 30. April 2008 bis zum 25. Juni 2008 aus.
| Land                   | Name                     | Sender         | Sprache        | Erstausstrahlung |
| ---------------------- | ------------------------ | -------------- | -------------- | ---------------- |
| Vereinigtes Königreich | Farmer Wants a Wife      | ITV1           | Englisch       | 2001             |
| Vereinigtes Königreich | Farmer Wants a Wife      | Channel 5      | Englisch       | 2009             |
| Belgien                | Boer zoekt vrouw         | VTM            | Niederländisch | 2004             |
| Niederlande            | Boer zoekt vrouw         | KRO            | Niederländisch | 2004             |
| Norwegen               | Bonderomantikk           | TV2            | Norwegisch     | 2004             |
| Frankreich             | L’amour est dans le pré  | M6             | Französisch    | 2005             |
| Österreich             | Bauer sucht Frau         | ATV            | Deutsch        | 2005             |
| Deutschland            | Land & Liebe             | NDR            | Deutsch        | 2005             |
| Deutschland            | Bauer sucht Frau         | RTL            | Deutsch        | 2005             |
| Deutschland            | Land sucht Liebe         | Sat.1          | Deutsch        | 2012             |
| Finnland               | Maajussille morsian      | MTV3           | Finnisch       | 2006             |
| Schweden               | Bonde söker fru          | TV4            | Schwedisch     | 2006             |
| Dänemark               | Landmand søger kærlighed | TV3            | Dänisch        | 2006             |
| Australien             | The Farmer Wants a Wife  | Nine Network   | Englisch       | 2007             |
| Estland                | Maamees otsib naist      | Kanal 2        | Estnisch       | 2007             |
| Südafrika              | Boer soek ’n Vrou        | M-Net          | Afrikaans      | 2007             |
| Vereinigte Staaten     | Farmer Wants a Wife      | The CW         | Englisch       | 2008             |
| Vereinigte Staaten     | Farmer Wants a Wife      | Fox            | Englisch       | 2023             |
| Kanada                 | L'amour est dans le pré  | noovo          | Französisch    | 2011             |
| Kanada                 | Farming for Love         | CTV            | Englisch       | 2023             |
| Schweiz                | Bauer, ledig, sucht      | 3+             | Deutsch        | 2008             |
| Spanien                | Granjero busca esposa    | Cuatro         | Spanisch       | 2008             |
| Griechenland           | Αγρότης μόνος ψάχνει     | Alpha TV       | Griechisch     | 2009             |
| Griechenland           | Αγρότης μόνος ψάχνει     | Skai TV        | Griechisch     | 2021             |
| Slowakei               | Farmár hľadá ženu        | TV JOJ         | Slowakisch     | 2010             |
| Ukraine                | Фермер шукає дружину     | STB            | Ukrainisch     | 2011             |
| Kroatien               | Ljubav je na selu        | RTL Televizija | Kroatisch      | 2008             |
| Slowenien              | Ljubezen po domače       | Pop TV         | Slowenisch     | 2016             |
| Ungarn                 | Házasodna a gazda        | RTL Klub       | Ungarisch      | 2012             |
| Polen                  | Rolnik szuka żony        | TVP1           | Polnisch       | 2014             |
| Lettland               | Saimnieks meklē Sievu    | TV3            | Lettisch       | 2018             |
| Irland                 | Love in the country      | RTÉ2           | Englisch       | 2023             |